# Bergische Schafsnase

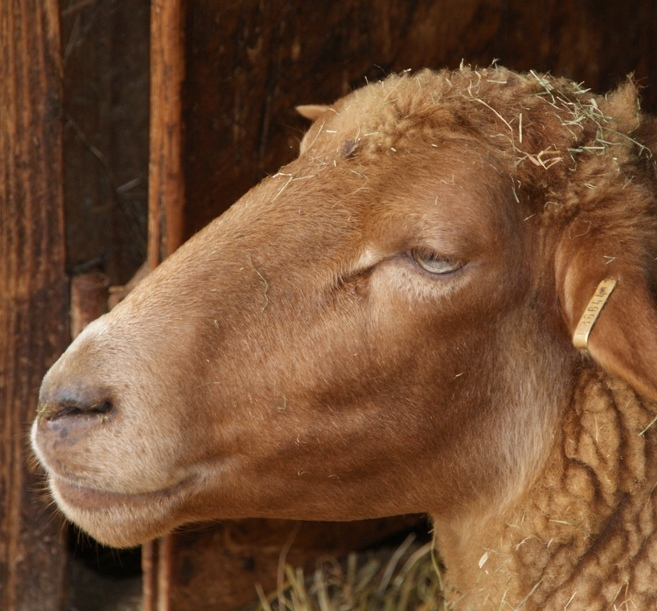
Schafskopf

Bergische Schafsnase oder Schlotterappel sind die beiden Namen einer traditionellen Süßapfelsorte aus dem Bergischen Land mit einer charakteristischen Form.

## Ursprung
Da genetische Untersuchungen fehlen, besteht keine Sicherheit über den Ursprung der Bergischen Schafsnase. Weil die Rheinische Schafsnase aus dem Rhein-Main-Gebiet und dem Mittelrheintal die gleiche Form hat, wird eine Verwandtschaft vermutet. Die Sorte ist seit dem 18. Jahrhundert bekannt.

## Beschreibung
Der Baum erreicht eine Höhe von 10 m. Die Frucht ist groß und hat einen sehr süßen und aromatischen Geschmack. Die Form gleicht einem Kegel mit Verjüngung in Richtung des Kelches (umgekehrte Birnenform) und erklärt den Namen Schafsnase durch die Ähnlichkeit mit einem Schafskopf. Die Schale ist sehr fest, gelb mit oft auch roten Flecken. Beim Reifen des Apfels können die Samen im Kerngehäuse ein klapperndes Geräusch machen, welches den Namen Schlotterappel erklärt.

## Anbau
Die Schafsnase ist eine robuste Sorte, die besonders auf lehmigen Böden gut gedeiht. Die Blüte ist relativ früh im April, geerntet wird dahingegen spät, gegen Oktober. Die Frucht wird als Tafelapfel genossen und wurde früher aufgrund ihrer Süße auch für die Saft- und Apfelkrautproduktion benutzt. Die Sorte ist sehr lagerungsfähig.